# David Powell
David Powell (wym. [ˈdeɪvɪd ˈpaʊəl]; ur. 17 grudnia 1883 w Glasgow, zm. 16 kwietnia 1925 w Nowym Jorku) – szkocki aktor teatralny, a później również filmowy. Na dużym ekranie występował w epoce kina niemego.

## Życiorys
Początkowo występował na scenie. W wieku dwudziestu kilku lat grywał w zespołach scenicznych Herberta Beerbohma Tree, Ellen Terry i Johnstona Forbesa-Robertsona. W 1907, wspólnie z Terry, zagrał na Broadwayu w pierwszej amerykańskiej wersji spektaklu autorstwa George’a Bernarda Shawa – Captain Brassbound’s Conversion. Później, razem z Forbesem-Robertsonem, przybył do Stanów Zjednoczonych, gdzie postanowił osiąść na stałe.
W 1912 rozpoczął karierę filmową, występując początkowo w produkcjach krótkometrażowych. Na dużym ekranie partnerował między innymi Alice Brady, Ann Forrest, Ann Murdock, Billie Burke, Clarze Kimball Young, Ednie Goodrich, Elsie Ferguson, Hazel Dawn, Mae Murray, Mary Glynne i Mary Pickford. Na początku lat 20. Powell wystąpił w kilku produkcjach amerykańskiej wytwórni Famous Players-Lasky (Appearances; 1921, reż. Donald Crisp, Tajemnicza droga; 1921,  reż. Paul Powell, The Princess of New York; 1921, reż. Donald Crisp, Niebezpieczne kłamstwo; 1921, reż. Paul Powell, Perpetua; 1922, reż. John S. Robertson, The Spanish Jade; 1922, reż. John S. Robertson), w których projektantem planszy tekstowej był późniejszy reżyser filmowy Alfred Hitchcock. Zmarł w Nowym Jorku 16 kwietnia 1925 w wieku 41 lat w wyniku zapalenia płuc.
Był żonaty z brytyjską scenarzystką Violet E. Powell.
Od 8 lutego 1960, w uznaniu za wkład w przemysł filmowy, posiada gwiazdę na Hollywoodzkiej Alei Gwiazd w Los Angeles w Kalifornii, która mieści się przy 1651 Vine Street.

## Wybrana filmografia
- 1915: The Fatal Card jako Gerald Austen
- 1917: The Price She Paid jako Donald Keith
- 1921: Appearances jako Herbert Seaton
- 1921: Tajemnicza droga jako Gerald Dombey
- 1921: The Princess of New York jako Geoffrey Kingsward
- 1921: Niebezpieczne kłamstwo jako sir Henry Bond
- 1922: Perpetua jako Brian McCree
- 1922:  The Spanish Jade jako Gil Pérez
- 1923: The Glimpses of the Moon jako Nick Lansing
- 1925: Back to Life jako John Lothbury